# Dirk Frans Wilhelmi
Dirk Frans Wilhelmi (Appingedam, 19 februari 1877–Vlissingen, 19 maart 1936) was oprichter van en een van de directeuren van de Vereenigde Nederlandsche Rubberfabrieken Hevea N.V.; zijn compagnon was Tonko Haijo Meijer (1886-1963), koopman te Groningen.

## Biografie
Zijn uit Emden afkomstige grootvader Johann Heinrich (1819–1901) en zijn vader Johan Heinrich (1848–1894) waren beiden zadelmakers in Martenshoek, een industriedorp in opkomst bij Hoogezand. Grootvader had zich vóór 1845 gevestigd in Martenshoek en had één zadelmakerknecht in dienst.
Het gezin vertrok in 1878 naar Amsterdam, waar zijn vader eveneens als zadelmaker werkzaam was. Hij had twee broers en twee zusters.
Zijn moeder overleed in 1889 en in 1893 vertrok hij naar Hoogezand, waar hij waarschijnlijk bij zijn grootvader ging werken. 
Omdat hij een grootse toekomst zag in het werken met leer en rubber, vertrok hij naar de Bata schoenfabrieken in Tsjechië om stage te lopen bij de op dat moment modernste schoenfabriek van Europa. Terug in Groningen, ontdekte hij dat de concurrentie te groot was om te beginnen in die bedrijfstak en koos ervoor om fietsbanden te gaan produceren en waarmee hij in 1904 begon.
   
Op 1 januari 1910 stond hij ingeschreven in het bevolkingsregister in Hoogezand bij zijn oom Johan Tobias Jacob Wilhelmi als grossier in fietsbanden. Daar ontmoette hij Tonko Haije Meijer sr., een zakenman in Groningen, met wie hij een fabriek in rubber fietsbanden ging beginnen onder de naam Rubberfabriek Hevea. Meijer zorgde daarbij voor de investeringen.
Hij huwde op 37-jarige leeftijd in 1914 in Den Haag met de dochter van medefirmant M. Oostmeijer van het Haagse taxameterbedrijf Firma M. Oostmeijer, Helena Elisabeth Catharina Oostmeijer, en staat in de huwelijksakte vermeld als fabrikant van gummibanden, wonende te Groningen. Het huwelijk bleef kinderloos.
In 1915 werd besloten Rubberfabriek Hevea wegens gebrek aan uitbreidingsmogelijkheden over te plaatsen naar Doorwerth, waartoe Wilhelmi een failliete modelboerderij en het omliggende land had aangekocht. Hij liet daar voor zijn personeel en zichzelf en zijn compagnon woningen bouwen die hij had laten ontwerpen door Evert Jan Rotshuizen in een stijl die het midden hield tussen de Cottagestijl en de Amsterdamse School. In 1916 verhuisden de eerste afdelingen en werknemers naar de nieuwe locatie.
In 1918 vestigde hij zich in Doorwerth en richtte daar met de grootaandeelhouder en compagnon Meijer de Vereenigde Nederlandsche Rubberfabrieken Hevea N.V. op.

De zoon van Meijer, Reint Nanko Meijer (1896-1974), nam, omdat het Wilhelmi volgens Meijer aan doorzettingsvermogen ontbrak, in 1928 de leiding over van de Hevea fabriek om het bedrijf uit het dal te trekken waarin het tijdens de crisis terecht was gekomen.
In 1934 trok Wilhelmi zich uit het bedrijf terug om te gaan rentenieren in de Belgische, destijds mondaine badplaats, Knokke. 
Hij overleed korte tijd later op 59-jarige leeftijd in Vlissingen. Zijn vrouw overleed een jaar later op 56-jarige leeftijd.